# Primera División 1950-1951 (Messico)
Il campionato di calcio di Primera División messicana 1950-1951 (da questa edizione perde la denominazione Liga Mayor) è stato l'ottavo campionato a livello professionistico del Messico. Cominciò il 24 settembre 1950 e si concluse il 29 aprile del 1951. Vide la vittoria finale dell'Atlas. Da questa stagione venne introdotta la "retrocessione" (la squadra ultima classificata). Il numero delle squadre partecipanti diminuì a 12 in quanto le squadre Asturias, Real Club España e Moctezuma in contrasto con la federazione rinunciarono a parteciparvi; in compenso si aggiunse una squadra "storica", il Necaxa.

## Squadre partecipanti
| Club          | Città              | Stadio                               | Stagione 1949-1950            |
| ------------- | ------------------ | ------------------------------------ | ----------------------------- |
| América       | Città del Messico  | Estadio de la Ciudad de los Deportes | 7º posto in Primera División  |
| Atlante       | Città del Messico  | Estadio de la Ciudad de los Deportes | 2º posto in Primera División  |
| Atlas         | Guadalajara        | Parque Oblatos                       | 6º posto in Primera División  |
| Guadalajara   | Guadalajara        | Parque Oblatos                       | 12º posto in Primera División |
| León          | León               | Estadio La Martinica                 | 3º posto in Primera División  |
| Marte         | Città del Messico  | Stadio Centenario                    | 7º posto in Primera División  |
| Necaxa        | Città del Messico  | Estadio de la Ciudad de los Deportes | In Liga Menor                 |
| Oro           | Guadalajara        | Parque Oblatos                       | 11º posto in Primera División |
| Puebla        | Puebla de Zaragoza | Parque Mirador                       | 7º posto in Primera División  |
| San Sebastián | León               | Estadio Patria                       | 14º posto in Primera División |
| Tampico       | Tampico            | Parque España de Tampico             | 10º posto in Primera División |
| Veracruz      | Veracruz           | Parque Deportivo Veracruzano         | (Campione)                    |

## Classifica finale
|  | Pos. | Squadra       | Pt | G  | V  | N | P  | GF | GS | DR  |
|  | ---- | ------------- | -- | -- | -- | - | -- | -- | -- | --- |
|  | 1.   | Atlas         | 30 | 22 | 12 | 6 | 4  | 44 | 23 | +21 |
|  | 2.   | Atlante       | 29 | 22 | 12 | 5 | 5  | 48 | 27 | +21 |
|  | 3.   | Necaxa        | 28 | 22 | 12 | 4 | 6  | 37 | 28 | +9  |
|  | 4.   | León          | 26 | 22 | 10 | 6 | 6  | 39 | 27 | +12 |
|  | 5.   | Guadalajara   | 25 | 22 | 9  | 7 | 6  | 42 | 33 | +9  |
|  | 6.   | Veracruz      | 22 | 22 | 9  | 4 | 9  | 41 | 45 | -4  |
|  | 7.   | Puebla        | 21 | 22 | 9  | 3 | 10 | 38 | 47 | -9  |
|  | 8.   | Oro           | 20 | 22 | 10 | 0 | 12 | 40 | 53 | -13 |
|  | 9.   | Tampico       | 19 | 22 | 9  | 1 | 12 | 34 | 38 | -4  |
|  | 10.  | América       | 17 | 22 | 5  | 7 | 10 | 26 | 35 | −9  |
|  | 11.  | Marte         | 16 | 22 | 6  | 4 | 12 | 33 | 48 | −15 |
|  | 12.  | San Sebastián | 11 | 22 | 2  | 7 | 13 | 28 | 46 | −18 |

Legenda:
      Campione del Messico
      Retrocesso in Segunda División
Note:
Due punti a vittoria, uno a pareggio, zero a sconfitta.

## Risultati

### Tabellone
|               | AME | ATS | ATN | GUA | LEO | MAR | NEC | ORO | PUE | SSE | TAM | VER |
| América       |     | 1-1 | 3-3 | 0-2 | 1-2 | 1-2 | 0-1 | 4-1 | 1-0 | 0-3 | 3-4 | 2-2 |
| Atlas         | 1-1 |     | 0-2 | 1-0 | 0-0 | 2-0 | 1-0 | 3-0 | 4-2 | 4-1 | 4-1 | 3-0 |
| Atlante       | 0-1 | 2-1 |     | 2-0 | 1-0 | 5-0 | 2-1 | 0-1 | 2-4 | 1-0 | 1-0 | 1-1 |
| Guadalajara   | 2-0 | 0-4 | 2-0 |     | 1-1 | 2-2 | 1-2 | 2-1 | 1-1 | 2-2 | 1-2 | 1-2 |
| León          | 0-1 | 1-2 | 2-2 | 1-1 |     | 2-1 | 1-1 | 1-2 | 4-0 | 2-2 | 2-0 | 2-0 |
| Marte         | 3-1 | 3-1 | 0-6 | 2-2 | 0-3 |     | 0-2 | 4-0 | 1-4 | 3-1 | 2-2 | 2-2 |
| Necaxa        | 2-1 | 1-1 | 1-4 | 2-1 | 1-4 | 2-0 |     | 2-1 | 1-2 | 1-1 | 1-0 | 4-2 |
| Oro           | 3-1 | 2-4 | 2-6 | 1-2 | 4-1 | 3-2 | 2-1 |     | 3-1 | 1-0 | 0-3 | 4-1 |
| Puebla        | 2-2 | 1-1 | 3-1 | 1-1 | 1-3 | 0-3 | 0-4 | 4-3 |     | 4-3 | 2-0 | 4-3 |
| San Sebastián | 1-1 | 1-1 | 2-2 | 2-2 | 3-4 | 0-0 | 0-2 | 2-4 | 1-2 |     | 1-2 | 3-2 |
| Tampico       | 0-1 | 2-1 | 1-2 | 2-1 | 1-2 | 2-1 | 3-4 | 6-1 | 1-0 | 2-0 |     | 0-1 |
| Veracruz      | 2-0 | 2-4 | 1-1 | 2-1 | 1-0 | 3-2 | 2-3 | 2-0 | 3-1 | 3-0 | 3-1 |     |